# 下八镇
下八镇，原为下八乡，是中华人民共和国四川省达州市宣汉县下辖的一个乡镇级行政单位。2011年，撤乡设镇。

## 行政区划
下八镇下辖以下地区：
凉水井社区、黄泥村、建设村、鼓寨村、云观村、米岩村、田湾村、石盘村、长春村、天一村、平原村、黄龙村、东方村、店子村和云盘村。